# 新加坡LGBT权益
新加坡的LGBTQ人士会面对非LGBTQ人士所不会面对的法律问题。同性性行为在新加坡為合法。新加坡在跨性别权利方面亦取得进步，该国的首次变性手术在1971年完成，并于两年后允许已接受手术者变更法律性别。

## 历史背景

### 《刑法》第377A条
新加坡曾为英国殖民地，其《刑法》源自同样被英国统治的印度。原本的第377条将任何与其他人或动物进行的“非自然”性交媾行为视为违法；另一条文为第377A条，其将男性之间的“严重猥亵”（gross indecency）视为有罪。1980年代時，新加坡政府為了阻止從歐美各國興起的LGBT平權運動，警方屢屢以臥底來誘捕。警方不用證明是否發生實際的性接觸，只要出現展現意圖之行為，如口頭邀約或身體觸摸，臥底警察就能發動逮捕。2007年，新加坡国会对《刑法》进行重大修订与辩论，决定废除原有的第377条，并用奸尸罪取而代之，第377A条则予以保留。2013年，一对男同性恋伴侣林明釧（Gary Lim）和朱文良（Kenneth Chee）以及另一名男同性恋者分别提出法律挑战，指第377A条违反《宪法》第9条和第12条，其案件被驳回之后，上诉庭于隔年再次驳回他们的上诉。在新加坡，第377A条仍然偶尔被执行。2007年至2013年期间，共有9人依377A条款被定罪。
2022年，第377A条的司法挑战再次被驳回，但大法官梅达顺明确指出该法律已无法在新加坡执行。随后新加坡通讯及新闻部属下的民情联系组针对第377A条的存废问题向公众收集反馈。同年8月21日，新加坡总理李显龙于国庆群众大会宣布，将通过国会推进废除第377A条，使男性之间私下性行为除罪化。
2022年11月29日，新加坡国会通過了废除第377A节条文的《刑事法典》（修正）法案。成年男性間自願的性行為合法化，自此無分性別，同性間性行為在新加坡正式完全合法。

## 同性婚姻
在婚姻方面，《妇女宪章》第12条第1款规定，在结婚当天，完婚双方必须是男性与女性，意指同性婚姻无效。不过，同一条例的第2款列明，一名已通过变性手术者与异性者的婚姻永远有效，第3款也说明双方的性别以身份证上所注明为准，这代表已接受手术的变性者有权与异性通婚。

## 收养/抚养权
在新加坡，同性恋者收养儿童是非法的。
2018年12月，一名新加坡同性恋者通过代孕获得了他在美国生下的孩子的收养权。新加坡高等法院推翻了2017年一名法官裁定该男子不能合法收养他的儿子的裁决，这是因为他是通过体外受精（仅限于异性恋已婚夫妇）受孕并通过代孕获得儿子的。

## 国民服役
2003年之前，新加坡禁止同性恋者在民防部队中担任一些“敏感职位”。过去，一些国民服役人员曾被鼓励参加迴轉治療。部分承认自己为同性恋者的新加坡国民服役人员被排除在军官培训之外，有些则被拒绝获得在军队中担任某些特殊角色所需的安全许可。

## 回转治疗
2006年1月，社會青年暨體育運動部 (MCYS) 向隶属于“脱离同性恋”运动的组织 Liberty League 拨款10万新元，以促进回转治疗。该组织表示它“促进个人、家庭和社会的性别和性健康”。然而，迫于同性恋维权人士的压力，Liberty League 将这笔赠款退还给了该部，该组织自2014年起已不复存在。
2020年5月，时任卫生部长颜金勇在对官委议员王丽婷（英語：Anthea Ong）的提问的书面答复中表明了政府反对回转治疗的立场。回复内容如下：“（卫生部）希望医生和其他医疗保健专业人员根据循证最佳实践和临床伦理进行实践，并在提供护理时考虑和尊重患者的偏好和情况（包括性取向）··· ··· 如果医生的行为不道德或提供不适当的治疗，公众可以向新加坡医学委员会（SMC）提出正式投诉。”尽管如此，他在另一份声明中补充说，卫生部在过去三年中没有收到任何来自 LGBTQ 患者的此类投诉。

## 现状
新加坡政府代表此前曾在联合国反歧视委员会对LGBT公民所面临的情况给予了积极的评价，称“同性恋者可以自由地过自己的生活并从事社交活动。同性恋群体已经举行了公开讨论并发布网站，新加坡有同性恋主题的电影和戏剧以及同性恋酒吧和俱乐部。”

### 传媒限制
資訊通信媒體發展局禁止在电视和广播中“宣传或美化同性恋生活方式”。这意味着媒体不允许出版、播放针对LGBT社区的广告。另外与同性恋、双性恋与跨性别者相关的内容仍将在媒体分级制度下，限制较年幼者观赏。
2019年7月，新加坡说唱歌手Joshua Su（也叫“The G3sha”） ，在一首名为“I'm OK”的新歌中以同性恋身份出柜，这首歌曲突出了他的童年、他所面临的恐同情绪以及他对自己的性取向的接受。几天后，他在接受审查并要求不要对他的性取向发表“敏感”评论后退出 TEDx 电台演讲以示抗议。有报道称，在2018年，有另一位新加坡宣扬同性恋权利的社运人士被禁止在 TEDx 电台演讲中发言。

### 民意调查
南洋理工大学2005年的一项民意调查发现，69%的新加坡人对同性恋持消极态度，而23%的人持积极态度。2010年，这两个数据分别变为64.5%和25%。
根据新加坡政策研究所2013年进行的民意调查，78%的新加坡人对同性婚姻持反对态度。
2018年的一项民意调查指出，55%的新加坡人认为男同性恋者不应享有隐私权。另一方面，与五年前相比，三分之一的新加坡人表示自己更能接受同性关系和其人权。
新加坡政策研究所在2018年8月至2019年1月期间进行的一项调查显示，新加坡社会在很大程度上仍然是保守的，但在认同 LGBT 权益方面变得更加自由。调查显示，超过20%的人表示同性成年人之间的性关系完全没有错或大部分时间没有错，比2013年上升了约10%。大约27%的人对同性婚姻持有同样的看法（高于2013年的15%），30%的人则对同性伴侣收养孩子持同样的看法（高于2013年的24%）。
新加坡政策研究所在2019年进行的一项民意调查发现，新加坡反对同性婚姻的人数已从2013年的74%下降至60%。民意调查还发现，年龄在18至25岁之间的新加坡人中，有近60%的人认为相同性婚姻没有错。
2021年10月，一项由《今日报》（英語：Today）举行的针对1066名介于18至35岁的年轻人的调查指出，80%的受访者愿意与 LGBTQ 人士一起工作、75%愿意与他们建立亲密的友谊、58%则表示愿意接受 LGBTQ 家庭成员；突显青年人对 LGBTQ 人群的总体接受度较高。

### 人口统计
2019年5月，新加坡国立大学的一项调查估计，新加坡有21万名男性曾有过同性性行为。该调查所得数据是之前估计的90,000名男性的两倍多，报告里也提及他们可能面临艾滋病毒集中流行的风险。

### 年度集会
为声援LGBT人士，户外活动Pink Dot SG每年都会在新加坡的芳林公园举行，其倡导“有爱无类”，在2015年有2万8000人出席该活动。

## 相关事件
2019年5月24日，李显扬次子LGBT權利運動家李桓武宣布他与一位职业为兽医的同性恋男友在同性婚姻合法化的南非开普敦注册结婚。而他早在2017年7月就在“LGBT照片运动”中将自己和男友的照片公开。而李光耀生前接受访问时被问到“如果孙子是同性恋者，他有何感想”，李回答“那就是人生。他们生来就有那种基因，有什么办法？”，并表示还是爱他。
2021年5月17日，美國駐新加坡大使館因參與當地同運團體Oogachaga的網絡研討會，被新加坡外交部發照會指出外國外交使團不應干涉新加坡國內的社會和政治議題，包括在公共政策中應如何處理性取向的問題。

## LGBT权益总表
| 同性性行為合法                                         | 是 |
| 可發生性關係的法定年齡一致                             | 是 |
| 反歧視法執行（僱傭）                                   | 否 |
| 反歧視法適用於商品及服務法規                           | 否 |
| 反歧視法適用於所有其他領域（包括：間接歧視、仇恨言論） | 否 |
| 同性婚姻                                               | 否 |
| 承認同性間的伴侶關係                                   | 否 |
| 同性伴侶可收養繼子                                     | 否 |
| 同性伴侶可共同撫養                                     | 否 |
| LGBT群體可公開從軍服役                                 | 是 |
| 重新指定性別的法律程序                                 | 是 |
| 穿着異性服飾的法律權利                                 | / 自1990年至2009年期間，新加坡政府在這段時間逐漸廢除有關針對嬉皮以及限制性別角色與打扮方式的法律，包括髮禁和限制男性穿裙等，以避免其他性別認同受法律挑戰。雖然容許異性打扮，但如果穿着打扮對女性有侮辱成分，則有機會被起訴。 |
| 女同性戀進行體外受精之合法管道                         | 否 |
| 男同性戀者進行商業代孕                                 | 否 |
| 允許男男性行为者（MSM）進行捐血                        | 否 |

## 外部連結
- 在新加坡的同性恋场景指南